# 神犬小七
《神犬小七》是2015年由王小列执导的中国大陆都市情感剧，为“神犬”系列电视剧的第二部作品，由金世佳、郭碧婷及拉布拉多犬“小七”主演。该剧聚焦人与宠物之间的情感纽带，讲述外科实习医生艾亮与宠物医院院长丁涵在萌犬小七的联结下，从冲突到共同成长的温情故事。

## 劇情簡介
外科实习医生艾亮（金世佳 饰）因职场失意误入宠物医院打工，结识强势院长丁涵（郭碧婷 饰）与前女友留下的神犬小七。初入医院的艾亮因专业差异沦为杂工，与小七冲突不断。随着剧情发展，小七凭借忠诚与灵性逐渐化解人与人的隔阂，帮助艾亮重拾兽医理想，并与丁涵展开情感纠葛。剧中穿插多起宠物救援事件，展现人犬共同面对生死考验的羁绊。

## 演員與角色

### 主要演員
- 金世佳 飾 艾亮：出身二線城市的醫科碩士，因職場失意誤入寵物醫院打工。從外科醫生轉職獸醫的成長型角色，因小七改變人生軌跡[4]。

- 郭碧婷 飾 丁涵：寵物醫院院長，外表冷酷嚴謹卻內心柔軟，憑一己之力創辦醫院，與小七有深厚情感聯結[5]。

- 王煜 飾 于飛：寵物醫院醫生，性格孤僻但醫術精湛，常沉迷科研，與護士長花姐發展出曖昧情愫。

- 劉倩文 飾 花姐：護士長兼單親媽媽，直率熱情，為女兒丫丫積極尋覓父親，最終與于飛產生感情線。

- 王建福 飾 高大夫：中醫背景的寵物醫生，擅長傳統療法，常以幽默方式調解醫院矛盾。

- 劉潺 飾 袁大壯：寵物醫院美容部負責人，注重外表保養的「精緻男孩」，與阿威組成搞笑搭檔[6]。

- 王瀧正 飾 孟達：寵物醫院保安員，因私下食用狗肉引發爭議，多次與艾亮衝突，後因偷賣動物行為被揭發而離職[7]。

- 張柏嘉 飾 呂一丹：艾亮的初戀女友，因罹患子宮內膜癌將小七託付給艾亮，成為劇情關鍵轉折點[8]。

- 彭博 飾 賈長安：呂一丹的前夫，因生育問題與妻子產生矛盾，間接促使小七與艾亮相遇。

- 李一情 飾 丫丫：花姐的女兒，乖巧懂事，與小七親密互動，成為醫院「團寵」。

- 朱佳煜 飾 樂樂：富家小少爺，受小七影響從任性轉為學會關愛他人，與小七互動密切[9]。

### 動物角色
- 拉布拉多犬小七：劇組公開三隻替身犬分別負責情感戲、動作戲與休息待機，具軍犬血統的核心動物演員[10]。

- 隼激光：于飛飼養的寵物，劇中因香水過敏事件推動角色衝突。

- 鸚鵡豆豆：寵物醫院吉祥物，通過後期配音實現「毒舌」效果。

- 邊境牧羊犬檳榔妹：小七的伴侶犬，參與關鍵搜救劇情，現實中受過專業障礙穿越訓練。

- 德國牧羊犬霹靂：退役警犬客串出演，佩戴微型攝像頭完成追擊鏡頭。

- 拉布拉多犬指南針：真實導盲犬出演救援戲份，訓練師需隱身指揮避免穿幫。

- 加菲貓紅小胖：網絡名貓出演，慵懶神態成為喜劇亮點[11]。

### 拍攝花絮
- 郭碧婷為與小七培養默契，隨身攜帶零食並在休息時為其梳毛。某場急救戲中，小七本能排斥醫療道具，她通過持續安撫才完成拍攝[12]。
- 動物戲拍攝平均耗時3倍於普通戲份，例如鸚鵡豆豆的「罵人」鏡頭需分離錄製人聲與拍攝張嘴畫面後期合成[13]。
- 小七拍攝醫療戲份時曾誤吞道具藥片，劇組緊急送醫後確認無礙，此後所有道具藥品改用特製糯米紙[14]。
- 邊境牧羊犬檳榔妹需每天進行2小時敏捷訓練，劇組特別搭建迷你障礙賽道保持其競技狀態。
- 小七與檳榔妹的感情戲需分階段拍攝：先培養兩犬熟悉度，再用玩具引導互動，後期添加背景音樂強化效果。
- 霹靂的戰術背心經特殊設計，隱藏微型麥克風收錄環境音，並預留設備接口供GoPro固定。
- 激光的飛行鏡頭採用航拍器跟蹤拍攝，馴鷹師需穿著偽裝服近距離指揮。

## 製作

### 開發與拍攝
该剧由完美影视江何工作室原创开发，剧本历经四个编剧团队打磨，强调“动物角色非道具化”的创作理念。拍摄期间启用三只拉布拉多犬轮番饰演小七，并配备专业驯兽师团队。剧中宠物医院场景搭建耗时三个月，力求还原真实动物医疗环境。

### 音樂
片尾曲《不要忘記我愛你》由张碧晨演唱，以人犬视角诠释深情；插曲《给我的快乐》则突出轻松治愈风格。

## 劇集特色

### 動物演員
除主角小七外，剧中出现加菲猫“阿旺”、鹦鹉“公主”等动物演员，部分镜头采用CG技术增强表现力。小七的表演涵盖情感表达与动作戏份，如追踪嫌犯、医疗预警等高难度场景。

### 郭碧婷與犬隻互動
郭碧婷为贴近角色，拍摄前参与宠物护理培训，与犬演员培养默契。幕后花絮显示，她常携带零食与小七互动，甚至在休息时为其梳理毛发。剧组透露，某场急救戏中，小七因本能抗拒医疗道具，郭碧婷通过安抚使其顺利完成拍摄。

## 播出與反響

### 收视表现
该剧于2015年8月9日在湖南卫视金鹰独播剧场首播，全国网平均收视率达3.4%，单集最高4.5%，成为暑期档收视冠军。

### 獎項與榮譽
- 2015年第十一届中美电影节“优秀中国电视剧”金天使奖[3]。
- 被《人民日报》官方微博发文赞誉“推动社会关注导盲犬权益”[1]。

## 衍生作品
- 《神犬小七第二季》（2016年）：聚焦海滩度假村的搜救冒险，新增文物盗窃支线[17][18]。
- 《神犬小七第三季》（2019年）：讲述小七加入民间救援队，与电竞高手搭档执行灾害救援任务。
- 同名儿童音乐剧于2016年在北京首演，实现IP跨界开发[16]。

## 外部連結
- 豆瓣电影上《《神犬小七 第一季》》的資料 （简体中文）
- 湖南卫视官方網站